# Tre Fontane (Greci)
Tre Fontane è un complesso architettonico rurale di epoca rinascimentale ubicato lungo la linea spartiacque appenninica, a cavallo fra la valle del Cervaro e l'alta valle del Miscano a un'altitudine di 725 m s.l.m.. Da un punto di vista amministrativo l'insediamento ricade per la maggior parte in tenimento di Greci, pur essendo situato a stretto confine con i territori comunali di Ariano Irpino e Castelfranco in Miscano.
Il complesso si articola in una grande masseria fortificata a pianta quadrangolare con un'ampia corte centrale, in un'altrettanto imponente taverna di forma rettangolare, e in un più modesto casale ubicato alle falde di un'antica cava di pietra. Ognuno dei tre edifici, situati a quasi 200 m l'uno dagli altri, disponeva di una propria fonte sorgiva; da qui l'origine del toponimo.

## Storia
L'insediamento delle Tre Fontane sorse all'incrocio fra tre antiche direttrici di traffico:
- la via Appia Traiana, costruita nel II secolo d.C. in sovrapposizione alla più antica via Minucia e rimasta in uso per tutto il medioevo quale parte integrante dell'itinerario denominato via Francigena[3];
- il tratturello Camporeale-Foggia, un percorso della transumanza che univa il tratturo Pescasseroli-Candela alla sede della règia dogana della mena delle pecore[4];
- il tratturello Volturara-Castelfranco[2], una diramazione del tratturo Lucera-Castel di Sangro; a differenza dei due precedenti questo tracciato percorreva la catena appenninica in senso longitudinale (contrariamente a quanto farebbe pensare il suo nome, tale tratturello —proveniente da Volturara Appula– non terminava il suo percorso nel centro abitato di Castelfranco in Miscano, ma proseguiva invece verso il casale Campanaro fino a raggiungere le Tre Fontane[5]).

Sono comunque piuttosto scarse le tracce della frequentazione del sito in epoca imperiale e medievale; tuttavia il rinvenimento in loco di una colonna miliaria della via Traiana (con l'indicazione del XXVI miglio da Beneventum) ha permesso non soltanto di ricostruire con maggior precisione il tracciato viario, ma anche di ipotizzare l'esistenza di una stazione di sosta, quantunque non riportata negli antichi itinerari.
Ad ogni modo l'edificazione del complesso delle Tre Fontane avvenne infatti solo nel Cinquecento, al termine delle devastanti guerre d'Italia del XVI secolo. Fin dagli inizi l'insediamento fu occupato dal gruppo etnico arbëreshë, lo stesso che risiede anche a Greci e che ben conserva la cultura e la lingua d'origine, ma non il rito bizantino.
Sorto in corrispondenza dell'allora principale crocevia tra Campania e Puglia, l'insediamento in una prima fase dovette essere assai florido grazie all'intenso traffico di pastori, viandanti, cavalieri e mercanti; a tal riguardo è significativo che la taverna fosse edificata esattamente sul tratturello Camporeale-Foggia e munita ai due estremi di portali che consentivano il totale controllo dei transiti. Tuttavia, dopo che nel corso del Seicento fu inaugurata la nuova strada regia delle Puglie (la quale penetrava direttamente nella valle del Cervaro passando dalla più meridionale sella di Ariano), ebbe inizio l'inevitabile fase della decadenza.